# Jochen Bitzer
Jochen Bitzer (* 1965 in Illingen) ist ein deutscher Drehbuchautor.

## Leben
Jochen Bitzer studierte Germanistik und Sprachwissenschaft in Stuttgart und wurde nach Abschluss als Lektor für Geisteswissenschaften tätig. Seit 1997 arbeitet er als Drehbuchautor.

## Filmografie (Auswahl)
- 1999: In the Ghetto (Kurz-Spielfilm)
- 2000: Der Bär ist los! (Kinospielfilm)
- 2001: Julietta – Es ist nicht wie du denkst (Kinospielfilm)
- 2001: Das sündige Mädchen (Fernsehfilm)
- 2002: Wann ist der Mann ein Mann (Fernsehfilm)
- 2005: Der Vater meiner Schwester (Fernsehfilm)
- 2005: Tatort: Letzte Zweifel (Fernsehreihe)
- 2006: Bloch: Die Wut (Fernsehreihe)
- 2009: Der Mann aus der Pfalz (Fernseh-Dokudrama)
- 2012: Der Fall Jakob von Metzler (Fernsehfilm)
- 2015: Tag der Wahrheit (Fernsehfilm)
- 2016: Die vierte Gewalt (Fernsehfilm)
- 2017: Der Gutachter - Ein Mord zu viel (Fernsehfilm)
- 2022: Tatort: Tyrannenmord (Fernsehreihe)

## Auszeichnungen
Für das Drehbuch des Filmes Der Fall Jakob von Metzler wurde er 2013 mit dem Grimme-Preis und den Robert-Geisendörfer-Preis in der Kategorie Fernsehen ausgezeichnet.